# Serge Jaroff
Serge Jaroff (eigentlich: Sergei Alexejewitsch Scharow, russisch Сергей Алексеевич Жаров; * 20. Märzjul. / 1. April 1896greg. in Makarjew, Oblast Kostroma, Russisches Reich; † 5. Oktober 1985 in Lakewood, New Jersey, USA) war ein US-amerikanischer Chorleiter russischer Herkunft.

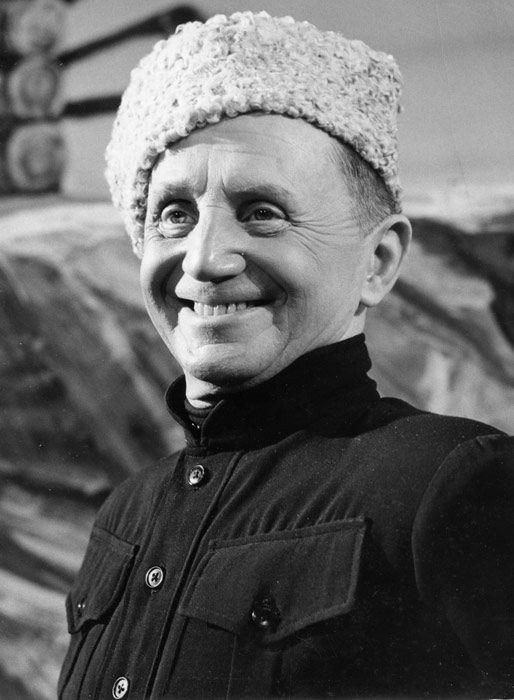
Serge Jaroff (1965)

## Leben
Jaroff studierte an der Synodal-Akademie in Moskau. Er wirkte nach dem Studium als Gesangslehrer an einem Realgymnasium. Im Jahr 1920 gründete er in einem Internierungslager bei Istanbul den Don Kosaken Chor Serge Jaroff, der aus internierten Offizieren der Kosaken-Division der russischen Armee bestand. Im Jahr 1923 erfolgte der erste professionelle Auftritt in Wien.
Jaroff wirkte als Dirigent und Arrangeur am künstlerischen Werk des Chores, dessen Repertoire sich an russischer geistlicher und weltlicher Vokalmusik sowie Militär- und Volksmusik orientierte und besonders zwischen den 1930er und 1950er Jahren in den USA und in Europa große Erfolge feiern konnte. Jaroff und sein Ensemble wirkten in den 30er-Jahren, aber auch in der Nachkriegszeit an mehreren deutschen Heimatfilmen mit. Im Jahr 1939 erhielt Jaroff die US-amerikanische Staatsbürgerschaft.
Er starb 89-jährig, vier Jahre nach der Auflösung seines Chores, im Paul Kimball Medical Center in Lakewood in New Jersey und wurde in Jackson auf dem Friedhof der Kirche St. Mary’s beerdigt.
Der Donkosakenchor wurde einige Jahre nach seiner Auflösung unter Leitung eines seiner Mitglieder, Wanja Hlibka, wieder gegründet und trägt seitdem wieder den Namen seines Gründers.

## Filmografie
| - 1930: Das Donkosakenlied – Regie: Georgi Asagarow - 1930: Der weiße Teufel – Regie: Alexander Wolkow - 1936: Stjenka Rasin – Regie: Alexander Wolkow - 1936: Die Heimat im Lied – Regie: Johannes Guter - 1936: Moskau – Shanghai – Regie: Paul Wegener | - 1938/50: Preußische Liebesgeschichte – Regie: Paul Martin - 1955: Ja, ja, die Liebe in Tirol – Regie: Géza von Bolváry - 1956: Das Donkosakenlied – Regie: Géza von Bolváry - 1957: Es wird alles wieder gut – Regie: Géza von Bolváry - 1959: Alle Tage ist kein Sonntag – Regie: Helmut Weiss - 1970: Heintje – Mein bester Freund – Regie: Werner Jacobs |